# Deppea
Deppea é um género botânico pertencente à família Rubiaceae.